# Minna Sundberg
Minna Sundberg (9 de janeiro de 1990) é uma ilustradora e cartunista sueca-finlandesa. Ela é mais conhecida por seus webcomics A Redtail's Dream e Stand Still, Stay Silent. Por este último ganhou o prêmio Reuben.

## Biografia
Minna Sundberg nasceu na Suécia em 1990. Integrante duma família finlandesa, retornou à Finlândia em 1997 e mais tarde se graduou na Universidade de Arte e Design de Helsinque. Em 2015, Sundberg venceu o prêmio Reuben na categoria de webcomic, tornando-se a primeira finlandesa a conquistar esta distinção da Sociedade Nacional de Cartunistas.

## Carreira
Durante seu primeiro ano na universidade, Sundberg planejou fazer carreira como uma artista de webcomic. Ela fez várias tentativas de iniciar um quadrinho prático, a última evoluiu para A Redtail's Dream (aRTD). Esta se transformou num conto de 556 páginas construído em torno de conceitos da mitologia finlandesa. O projeto seguinte, Stand Still, Stay Silent, ambienta-se na Escandinávia pós-apocalíptica noventa anos no futuro. A página de informações suplementares sobre "famílias de idiomas", mostrando famílias indo-europeias e urálicas, foi publicada como um pôster e ganhou popularidade fora da área de quadrinhos, ganhando elogios de linguistas. Nos anos de 2013 e 2014, ela dirigiu duas campanhas bem sucedidas de financiamento coletivo para financiar a publicação de seus quadrinhos impressos.  O trabalho de Sundberg foi citado como um exemplo representativo do amadurecimento deste gênero, enquanto seu estilo foi chamado de "perfeitamente seguro" e "inspirador".

## Obras selecionadas
- Illustrations for Dragon Art. Inspiration, Impact & Technique in Fantasy Art (2009) ISBN 978-1-4351-1771-6
- Cover art for Foxhunt (2009) ISBN 978-0-578-02605-3
- Cover art for Syvyyksien valtias Original title Storlax The power of the deep (2010) ISBN 978-952-230-106-2
- Cover art for Crossed Genres Quarterly 4 (2011) ISBN 978-0-615-57863-7
- Cover art for Legazy (2013) ISBN 978-1-908600-22-6
- Stand Still Stay Silent. Book 1 (2015) ISSN 2342-8880 (Printed book) ISSN 2342-8899 (E-book)
- Stand Still Stay Silent. Book 2 (2018) ISBN 978-1-9466-9806-3[14]
- A Redtail's Dream (2014) ISBN 978-91-637-4627-7